# Great Balls of Fire!
Great Balls of Fire! (conocida en español como ¡Grandes bolas de fuego!, Bolas de fuego o Gran bola de fuego) es una película biográfica estadounidense de 1989, con Dennis Quaid interpretando al pionero del rock and roll, Jerry Lee Lewis. El filme, dirigido por Jim McBride, se basa en la biografía escrita por Myra Gale Brown.
Trata de la temprana carrera musical de Jerry Lee Lewis desde su creciente fama como estrella del rock and roll, haciendo creer a muchos que reemplazaría al «rey del rock and roll», Elvis Presley en 1950 hasta el controvertido matrimonio con su sobrina segunda, Myra Gale Brown (de 13 años), que hizo que su estrellato finalizara rápidamente. 
En 1990, Winona Ryder ganó el premio a la mejor actriz en los Premios Young Artist.

## Argumento
Jerry Lee Lewis tocaba el piano (a diferencia de una guitarra, como la mayor parte de otros artistas) y fue un pionero del rock and roll desde 1956 a 1958. Lewis es un hombre con muchos lados diferentes: es un artista experto, aunque con poca disciplina, y es alcohólico.
Lewis se muda a Memphis (Tennessee) y su primo hermano, el bajista J. W. Brown, lo acoge en su hogar y lo lleva a la empresa discográfica Sun Records para que Sam Phillips escuche su música. Al poco tiempo, Lewis sube a la cima de la radio con sus éxitos "Whole Lotta Shakin' Goin On" y "Great Balls of Fire". Al mismo tiempo, se enamora de Myra Gale Brown, la hija de 13 años de su primo hermano J. W. Brown. Ambos se fugan al estado de Misisipi, donde se casan en secreto.
Mientras Lewis viaja a Inglaterra, un reportero británico descubre que él está casado con su prima adolescente, Myra. Jerry Lee entonces es condenado como un pedófilo y un pervertido por el público. Por consiguiente, su gira británica es cancelada y él es deportado de Inglaterra. Esto no disminuye la confianza de Jerry Lee que su carrera seguirá. Sin embargo, el escándalo lo sigue a Estados Unidos. Jerry Lee Lewis abandona el alcohol cuando las ventas de discos y la audiencia a los conciertos bajaron considerablemente.
Lewis se pone furioso cuando la revista Billboard le solicita que firme una disculpa pública, y se hace cada vez más abusivo contra Myra. Durante uno de estos episodios de violencia, Myra le informa que está embarazada. Él se derrumba en los brazos de Myra, gritando histéricamente.
Jerry Lee Lewis y Myra asisten un servicio de la iglesia conducido por su primo evangélico Jimmy. Cuando Jimmy le ofrece la posibilidad de salvarse y ser perdonado por Dios, Lewis lo rechaza declarando: «¡Si me voy al infierno, me iré tocando el piano!», y besa apasionadamente a Myra fuera de la iglesia.
Luego aparece una fotografía en la que están Jerry Lee Lewis con Myra y su hijo recién nacido.
El título que precede los créditos de cierre dice: «Esta noche, Jerry Lee Lewis está tocando con su corazón en alguna parte de Estados Unidos».

## Reparto
- Dennis Quaid (1954-) como Jerry Lee Lewis.
- Winona Ryder (1971-) como Myra Gale Brown después Myra Gale Lewis.
- John Doe (1953-, cantante y músico) como J. W. Brown, el bajista y primo de Lewis, y padre de Myra.
- Lisa Blount (1957-2010) como Lois Brown.
- Stephen Tobolowsky (1951-) como Jud Phillips.
- Trey Wilson (1948-1989) como Sam Phillips.
- Alec Baldwin (1958-) como el evangelista Jimmy Swaggart.
- Steve Allen (1921-2000, animador y letrista) como él mismo.
- Joshua Sheffield como Rusty Brown.
- Mojo Nixon (1957-, músico) como James Van Eaton.
- Jimmie Vaughan (1951-, guitarrista y cantante) como Roland Janes.
- David Ferguson (1962-, sonidista) como el sonidista y músico Jack Clement (1931-2013).
- Robert Lesser como el disc-jockey Alan Freed (1921-1965).
- Lisa Jane Persky (1955-) como Babe.
- Paula Person como la secretaria de Sam Phillips.
- Peter Cook (1937-1995), como el periodista británico.